# Consejería de Economía y Hacienda de la Junta de Extremadura
La Consejería de Economía y Hacienda es una consejería que forma parte de la Junta de Extremadura. Su actual consejero y máximo responsable es Antonio Fernández Fernández. Esta consejería auna las competencias autonómicas en materia de hacienda, ingresos públicos, Intervención General, presupuestos y tesorería, patrimonio, auditoría, financiación autonómica, fondos europeos, política financiera, planificación y coordinación económica y estadística.
Tiene su sede en la Paseo de Roma de la capital extremeña, en el complejo administrativo de Morerías.

## Estructura Orgánica
- Secretaría General
  - Servicio de Administración General y Personal
  - Servicio de Gestión Económica y Presupuestaria
  - Servicio de Régimen Jurídico y Contratación
  - Servicio de Patrimonio
  - Unidad Automatizada de Gestión Económica
- Intervención General
  - Servicio de Auditoría
  - Servicio de Contabilidad
  - Servicio de Fiscalización
- Dirección General de Presupuestos
  - Servicio de Planificación y Seguimiento Presupuestario
  - Servicio de Política Financiera
  - Servicio de Control Presupuestario
- Dirección General de Política Económica
  - Servicio de Políticas Sectoriales y Territoriales
  - Servicio de Estudio y Análisis
- Dirección General de Financiación Autonómica
  - Servicio de Gestión Tributaria e Ingresos
  - Servicio de Inspección Fiscal
  - Servicio de Valoraciones
  - Servicio Fiscal de Badajoz
  - Servicio Fiscal de Cáceres
  - Tesorería
  - Servicio de Coordinación Financiera
  - Servicio de Fondos Comunitarios
  - Servicio de Financiación Autonómica
  - Servicio de Control de Fondos Finalistas
  - Unidad de Automatización Tributaria

## Lista de consejeros de Hacienda
- José Antonio Jiménez García (1983-1989)
- Ramón Ropero Mancera (1989-1993)
- Manuel Amigo Mateos (1993-2003)
- José Martín Martín (2003-2007)
- Ángel Franco Rubio (2007-2011)
- Antonio Fernández Fernández (2011-Actualidad)